# فابیو آگوستو ماچادو
فابیو آگوستو ماچادو (به پرتغالی: Fábio Augusto Machado) هافبک اهل برزیل است که در شهر فلوریانوپلیس و در تاریخ ۲۰ ژوئیهٔ ۱۹۸۴ به دنیا آمده‌است.
فابیو آگوستو ماچادو در تیم‌های فوتبال Portuguesa سابقهٔ حضور دارد.